# 斯特拉波
斯特拉波（希臘語：Στράβων，前64年—23年），公元前1世紀古希臘歷史學家、地理學家，生於現在土耳其的阿馬西亞（當時屬羅馬帝國），著有《地理學》17卷。

## 生平
斯特拉波出生於本都阿馬西亞的一個富裕家庭，該處很快就成了羅馬帝國的一部分。他的母親是格魯吉亞人。斯特拉波跟隨不同的地理學家及哲學家學習；首先在位於安那托利亞的希臘古城Nysa學習，然後去到羅馬。他信奉斯多亞學派哲學，政治上支持羅馬的帝國主義。後來，他遊遍各地，曾遊歷埃及、庫施等地方。暫時不清楚他在什麼時候撰寫《地理學》一書，但書中的評論透露了它是提庇留在位時期成書的。此書若干部分約於公元7年已經有第一稿，其餘部分則約於公元18年完成。書中最後所提的事件是北非努米底亞國王朱巴二世逝世。斯特拉波於翌年停止記載（公元24年），這可能是因為他在該年死去。
斯特拉波所著的《歷史》差不多已經完全散佚。儘管他會在自己的著作中引錄，其他的古代作家亦有提及《歷史》一書，目前僅存的寫於紙莎草的殘片存於米蘭大學。

## 外部連結
- （英文） 斯特拉波的生平 （页面存档备份，存于）